# Shaun Majumder
Shaun Majumder, né le 29 janvier 1972 à Burlington (Terre-Neuve-et-Labrador), est un acteur et scénariste canadien.

## Filmographie

### comme acteur
- 1998 : Reluctant Angel : Male Clerk
- 1999 : Les Aiguilleurs (Pushing Tin) : New Controller
- 2000 : The Bobroom (TV) : Various Characters
- 2000 : Un homme à femmes (The Ladies Man) de Reginald Hudlin : V.S.A. Member
- 2002 : Risque-tout (Purpose) : Victor Razdan
- 2002 : Cedric the Entertainer Presents (série TV) : Various Characters (unknown episodes)
- 2003 : This Hour Has 22 Minutes: New Year's Eve Special (TV)
- 2003 : Comedy Night in Canada (TV)
- 1992 : This Hour Has 22 Minutes (série TV) : Raj Binder  /  ... (unknown episodes, 2003)
- 2004 : Harold et Kumar chassent le burger (Harold and Kumar Go to White Castle) de  Danny Leiner : Saikat Patel
- 2005 : Hatching, Matching, & Dispatching (série TV) : Cyril Pippy (unknown episodes)
- 2005 : Plain Brown Rapper : Sundeep Rappa
- 2005 : The 6th Annual Canadian Comedy Awards (TV) : Nominee (Best Male TV Performance)

### comme scénariste
- 2004 : 2004 East Coast Music Awards (TV)

## Récompenses et distinctions
- (en) Shaun Majumder: Awards, sur l'Internet Movie Database